# Жан-Батіст Гранж
Жан-Батіст Гранж (фр. Jean-Baptiste Grange, 10 жовтня 1984) — французький гірськолижник, чемпіон світу.
Гранж спеціалізується в технічних дисциплінах гірськолижного спорту, особливо в слаломі. Золоту медаль чемпіона світу він виборов у слаломі на чемпіонаті світу 2011, що проходив у Гарміш-Партенкірхені.

## Перемоги в кубку світу
| Дата              | Місце              | Дисципліна      |
| ----------------- | ------------------ | --------------- |
| 17 грудня 2007    | Італія Альта-Бадія | слалом          |
| 11 січня 2008     | Швейцарія Венген   | суперкомбінація |
| 12 січня 2008     | Швейцарія Венген   | слалом          |
| 20 січня 2008     | Австрія Кіцбюель   | слалом          |
| 16 січня 2009     | Фінляндія Леві     | слалом          |
| 6 січня 2009      | Хорватія Загреб    | слалом          |
| 14 листопада 2010 | Фінляндія Леві     | слалом          |
| 23 січня 2011     | Австрія Кіцбюель   | слалом          |
| 25 січня 2011     | Австрія Шладмінг   | слалом          |